# 霍恩甘登
霍恩甘登（德語：Hohengandern）是德国图林根州的市镇，隶属于艾希斯费尔德县。总面积为6.84平方千米，截至2023年12月31日总人口为585人。